# Polybia chrysothorax
Polybia chrysothorax är en getingart som först beskrevs av Lichtenstein.  Polybia chrysothorax ingår i släktet Polybia och familjen getingar. Inga underarter finns listade i Catalogue of Life.